# Eleuteriusz (prawosławny patriarcha Antiochii)
Eleuteriusz – chalcedoński patriarcha Antiochii w latach 1023–1028.